# Elveszett Világ
Az Elveszett Világ (románul: Lumea Pierdută) a Bihar-hegység szívében található, ahol két, nagyon látványos zsomboly nyílik, amelyek egy patakos barlangba vezetnek. A rendszer mellett két, kisebb jelentőségű zsomboly, a Fedett- és az Úttörő-zsomboly is fellelhető.

## Kutatástörténete
Az Iker- és a Fekete-zsombolyt elsőként a Bihar-hegység nagy feltárója, Czárán Gyula említi, de a rendszer feltárására csak később, 1952-ben Marcian Bleahu és T. Jurczak vezette kutatócsapat vállalkozik.

## Földrajzi helyzete
Az Iker- és a Fekete-zsomboly a Bihar-hegységben, a Glăvoi-rét közelében található. Az Iker-zsomboly é. sz. 46° 33′ 42″, k. h. 22° 43′ 57″46.561683°N 22.732583°E 1119 méter tengerszint feletti magasságban van, a Fekete-zsomboly é. sz. 46° 33′ 36″, k. h. 22° 44′ 08″46.559867°N 22.735467°E pedig 1223 méter magasságban. Északi irányban a Medve-patak, déli irányban pedig a Száraz-völgy határolja.

## Megközelítés
1.	A Glăvoi-rét végét jelző sorompótól indulva, déli irányban, egy erdőkitermelő úton a Csodavár panzió irányába (Cabana Cetățile Ponorului) kell menni. A panzió előtt körülbelül 300 méterrel egy balra letérő utat követve az út elhalad egy csűr mellett, majd 10 percnyi séta után, jobboldalt található a Medve-forrás. Itt letérve az eddig követett útról, és jobbra fordulva a sárga kereszt jelzésre (amelyik felvezet a hegyoldalba), 1 kilométernyi kaptató után az út lankásabbá válik, és egy elágazáshoz vezet. A balra induló út a Fedett- és az Úttörő-zsombolyokhoz vezet, a jobbra induló pedig az Iker-zsombolyhoz. Tovább haladva, ugyancsak a sárga kereszt jelzésen, rövidesen megpillantható a Fekete-zsomboly.
2.	A Csodavár panziónál nem letérve, hanem egyenesen előre haladva, körülbelül 2,5 km után egy balra letérő, emelkedő erőkitermelő út található. Az út rövidesen elágazik, és a bal irányba indulót kell követni. Az útról letérő turistaösvényre a kövekre – sziklákra festett sárga jelzés hívja majd fel a figyelmet. A szűk ösvényen 10-15 percnyi gyaloglás után nyílik a Fekete-zsomboly. Innen visszatérve az erdőkitermelő útra, tovább menve, 50 méter után ismét felbukkan a balra betérő, sárga kereszttel jelölt turistaösvény, ami az Iker-zsombolyhoz vezet.

## Leírása
A barlang legelőnyösebben az Iker-zsombolyon leereszkedve közelíthető meg. A zsomboly torkolata egy impozáns, dupla dolina. Valószínű, hogy két, egymástól független dolina összeszakadásából jött létre az a hatalmas kapu. A kettős dolinát egy sziklahíd választja el egymástól. A dolinák peremét nagyon óvatosan kell megközelíteni, mert a part több helyen is nagyon laza szerkezetű. A sziklahídra, bármennyire is hívogató, nem szabad könnyelműen felmenni, mert közvetlenül alatta ásít a 98 méter mély dolina.
A beszerelés a bal sarokban, a legmeredekebb helyen kezdhető el. Legalább két fenyőfához kell rögzíteni a bevezető szárat. Körülbelül 2 méter mélységben már tömör sziklafal van, onnan lehet folytatni a kiépítést, a mellékelt ábrán megjelölt pontokon. Körülbelül feleúton érhető el a behullott rönkök felső vége. Innen fokozott óvatossággal kell ereszkedni tovább, fokozottan figyelve az alattunk levő csapattársra. Csak akkor haladjon tovább a következő ember, ha az előtte haladó már túljutott a zsomboly aljától, mert a rönkök közé szorult kisebb fatörzsek, illetve a sziklatörmelék könnyen kibillenhetnek a láb alól. Kifelé haladva pedig arra kell ügyelni, hogy nehogy beakadjon valamelyik fatörzsbe a kötél.
Az évszaktól függően változó vastagságú jégtakaróval van borítva a zsomboly alja. Ezen a jeges részen túlhaladva kezdődik a tulajdonképpeni barlang. Itt csörgedezik a vidék vizeit összegyűjtő patak, melynek mélysége néhány rövidebb szakasztól eltekintve nem haladja meg a fél métert.
Elsőként a patak folyásirányát követő utat érdemes bejárni. A járat eleinte kissé szűk, de később kitágul, a plafon pedig a semmibe vész (a Magas-teremnél). Rövid időn belül elérhető a végszifont jelentő kiszélesedő tavacska. Innen visszafordulva, a zsomboly aljától nem messze egy leágazás található a jobb oldalon. A járat eleinte meredeken emelkedik. Rövid időn belül egy kis termecskébe vezet, ahonnan az út szinte vízszintes síkban folytatódik. Pár méter után a járat meredeken beereszkedik a Fekete-zsomboly felől érkező patak medrébe, az Összefolyás-terembe. Innen két úticél is van. Az egyik a bal oldali patak medre mentén halad felfele. Körülbelül 50 méter után, baloldalt, egy fosszilis (száraz) járat indul, mely vakon végződik. Az aktív (vizes) járatot követve a patak medre elszűkül. A látványos mészlerakodások kárpótolnak a helyenként csizmaszár felé érő víz okozta kellemetlenségekért. A járat meredeken emelkedni kezd, és elér egy szép vízeséshez. A vízesést megkerülni nem lehet, csak megmászni (vállalva a teljes elázást). Az akadály leküzdése után már csak rövid táv van hátra ebből a járatból.
Az Összefolyás-termébe visszatérve a jobb oldali patak medrét követve nyílik egy járat a Fekete-zsomboly irányába. A járat szűkebb és szélesebb szakaszai váltogatják egymást. A vízszint itt valamivel magasabb, mint eddig volt, de megkerülésre nincs mód. Jobboldalt, egy fosszilis teremben található néhány cseppkő. A járat egyre szűkül, sok helyen sziklák torlaszolják el az utat, de aránylag könnyen át lehet mászni felettük. Egy rövid mászószakasz következik, majd a járat ismét kiszélesedik.
Pár perc múlva, ahol baloldalt a falon nagyméretű cseppkőfolyás látható, ott van a Fekete-zsomboly alja. Itt is rengeteg behullott fatörzs jelzi a zsomboly alját. Túljutva ezen az akadályon, még egy, bal fele tartó járat található, ami vakon végződik.
A több mint 3 kilométeres út itt ér véget.

## Látogatás
A barlang látogatása engedélyhez kötött. Az engedélyt a körzeti erdészeti hivatal, illetve a hegyi- és barlangi mentő szolgálat bocsátja ki. Kizárólag tapasztalt barlangászoknak ajánlott.
Szükséges csapatfelszerelés: legalább 15 fül, 4 heveder, 2 kötélvédő, és három kötél: egy 80 és két 60 méteres.